# Sisyrinchium claritae
Sisyrinchium claritae är en irisväxtart som beskrevs av Wilhelm Franz Herter. Sisyrinchium claritae ingår i släktet gräsliljor, och familjen irisväxter. Inga underarter finns listade i Catalogue of Life.